# Alice Keppel

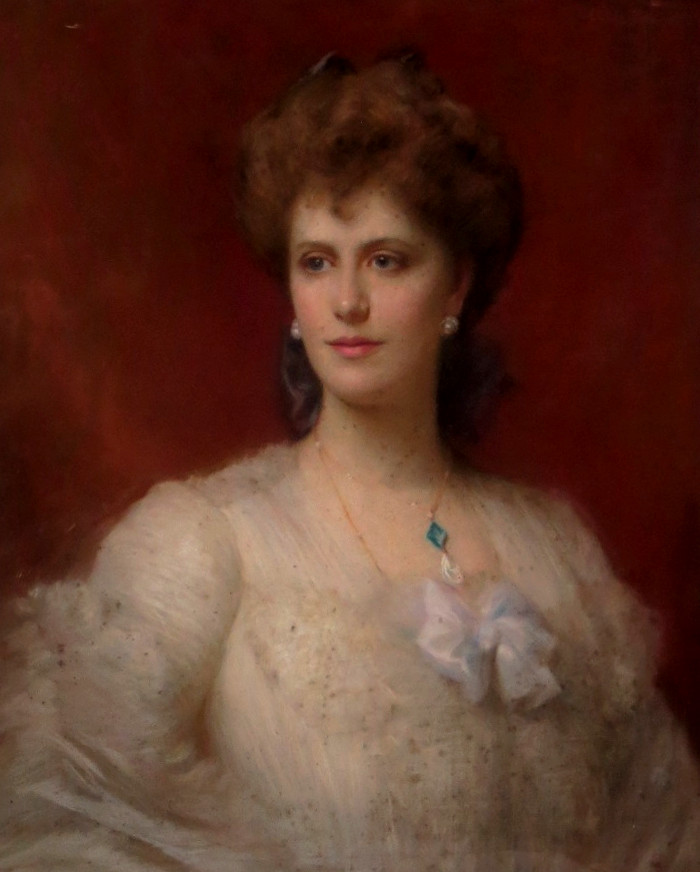
Alice Keppel, Öl auf Leinwand, um 1890/1900

Alice Frederica Keppel, genannt La Favorita (geborene Edmonstone; * 14. Oktober 1869 auf Duntreath Castle bei Glasgow; † 11. September 1947 in Florenz) war vor allem als die letzte und berühmteste Mätresse des britischen Königs Eduard VII. bekannt. Zudem ist sie eine Urgroßmutter von Königin Camilla, Ehefrau von Charles III.

## Leben
Alice entstammte einer Familie der Gentry von Stirlingshire und war die jüngste Tochter des Admirals und Unterhausabgeordneten Sir William Edmonstone, 4. Baronet (1810–1888), aus dessen Ehe mit Mary Elizabeth Parsons (1823–1902). Sie wuchs mit ihrem Bruder und sieben Schwestern abwechselnd in Schottland und England auf.
Am 1. Juni 1891 heiratete sie in Edinburgh den Oberstleutnant Hon. George Keppel (1865–1947), jüngster Sohn des William Keppel, 7. Earl of Albemarle. Aus der Ehe gingen zwei Töchter hervor:
- Violet Keppel (1894–1972), Schriftstellerin ⚭ 1919 Denys Robert Trefusis († 1929), Major der Royal Horse Guards;
- Sonia Rosmary Keppel (1900–1986) ⚭ 1920 Roland Calvert Cubitt, 3. Baron Ashcombe (1899–1962); diese sind die Großeltern mütterlicherseits von Königin Camilla (* 1947).

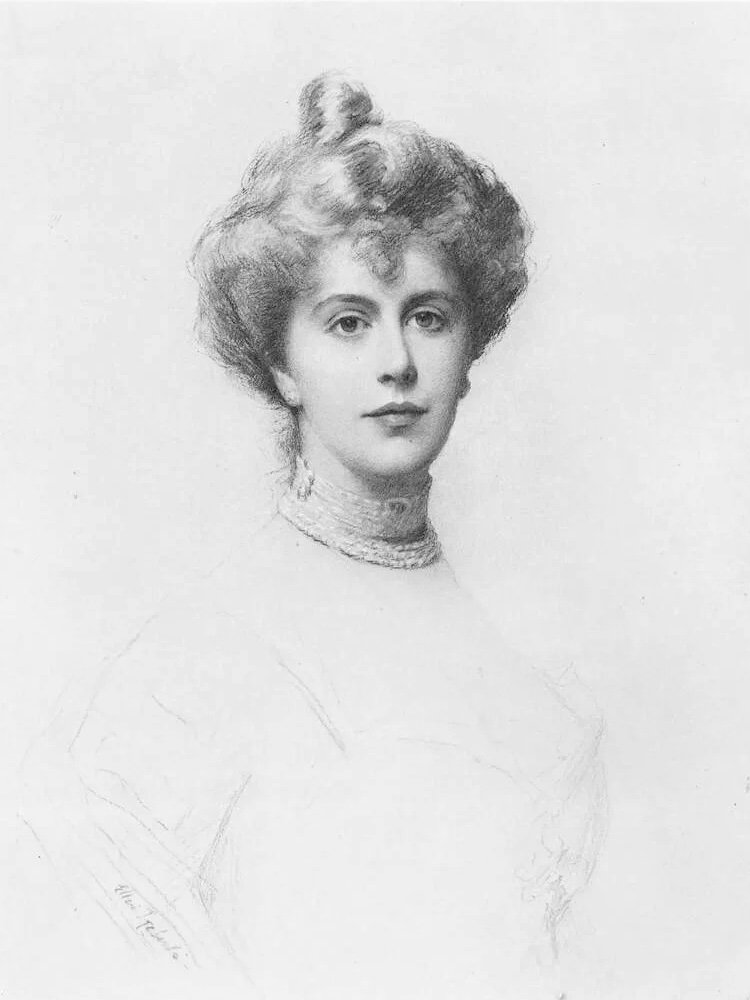
Alice Keppel, um 1890

Alice Keppel war die letzte und größte Liebe von König Eduard VII. Es gelang ihr, den König während seiner depressiven und cholerischen Phasen aufzuheitern und mäßigend auf seinen egozentrischen und leicht reizbaren Charakter einzuwirken. Ihr Gatte wurde für seine Diskretion 1908 in den Royal Victorian Order aufgenommen, wenngleich nur in der niedrigsten Rangstufe als Member.
Alice Keppel gewann schnell großen Einfluss auf Prinz Eduard und beriet ihn auch in politischen Fragen. Dies gilt auch für die Zeit nach seiner Thronbesteigung im Jahre 1901. So war sie regelmäßig seine halboffizielle Begleiterin auf offiziellen Veranstaltungen oder bei seinen Sommerreisen nach Biarritz und Monte Carlo. Auch bei Staatsbesuchen war sie präsent, wie Aufzeichnungen über ein Staatsbankett anlässlich eines Besuches von Kaiser Wilhelm II. in Großbritannien und eine anschließende Korrespondenz zwischen Alice Keppel und dem deutschen Kaiser zeigen. 
Als Eduard VII. an einem akuten Schub einer chronisch gewordenen Bronchitis im Mai 1910 im Buckingham Palace verstarb, wurde Alice Keppel aufgrund des ausdrücklichen schriftlichen Wunsches des Königs zum Abschiednehmen an das Sterbelager gerufen. Ihr Einfluss bei Hofe erlosch mit dem Tode des Königs auf der Stelle.
Finanzielle Sorgen musste Alice Keppel nach dem Tod des Königs nicht haben. Eduard VII. hatte sie in den zwölf Jahren ihrer Verbindung großzügig mit Geschenken bedacht. Seine Verbindungen konnten sie und ihr Ehemann für geschäftliche Beziehungen und Investitionen nutzen, so dass sie zum Zeitpunkt des Todes des Königs eine vermögende Dame war. In den 1920er Jahren erwarb sie nahe Florenz den stattlichen Landsitz Villa dell’Ombrellino und führte dort ein großzügiges und abgesichertes Leben.

## Trivia
- Als König Eduard VIII. 1936 wegen der geschiedenen Wallis Simpson auf den Thron verzichtete, meinte Alice Keppel in einem Interview: „Zu meiner Zeit wurden diese Dinge besser geregelt. Da wusste man, wo die Geliebte hingehörte: ins Bett und nicht auf den Thron.“
- Alice Keppel ist einer der Charaktere in Lucinda Rileys Roman Die Schattenschwester, wo sie die Protagonistin Flora, die Tochter einer Freundin, beheimatet und ihr als Mentorin dient.

## Galerie

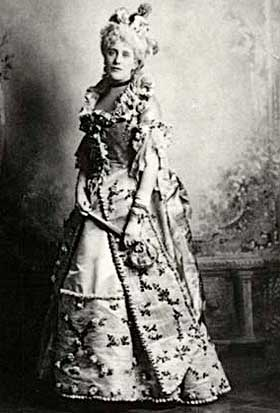
Alice Keppel auf einem Kostümball, um 1898
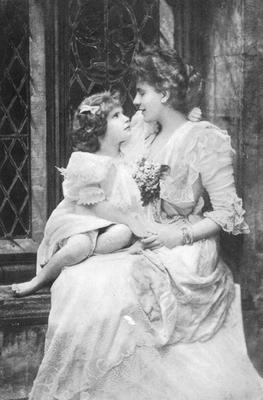
Alice Keppel mit ihrer Tochter Violet, um 1899
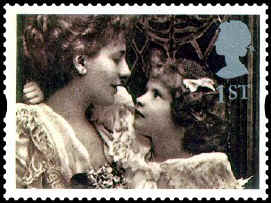
Britische Briefmarke: Alice Keppel mit Violet, um 1899